# 세르게이 스말
세르게이 니콜라예비치 스말(벨라루스어: Сяргей Мікалаевіч Смаль 샤르헤이 미칼라예비치 스말, 러시아어: Серге́й Никола́евич Смаль, 1968년 9월 30일~)은 벨라루스의 레슬링 선수, 지도자로 소련, 독립국가연합 , 벨라루스 국가대표 선수로 활동했다. 1992년 하계 올림픽에서 남자 자유형 밴텀급 은메달을 획득했으며 세계 레슬링 선수권 대회에서 금메달 1개, 은메달 1개, 동메달 1개를 획득했다.